# Claustra Alpium Iuliarum
Claustra Alpium Iuliarum (slovensko Rimski limes, zapora Julijskih Alp) je bil sistem utrdb, zgrajen v času Rimskega imperija na ozemlju današnje Slovenije in Hrvaške.
Za časa cesarja Dioklecijana je bil po letu 284 zgrajen limes ob mejah provinc Italije in Panonije. Limes je potekal od Trsata (Tharsaticum) na Hrvaškem preko Notranjske (Prezid, Selo, Rob, Rakitna) do Hrušice (Ad Pirum), med Logatcem (Longaticum) in Vrhniko (Nauportus) in ob poti, ki je vodila iz Gorenjske v dolino Bače (pri Koritnici). Naprej proti severu je Rimljanom služila naravna pregrada Julijskih Alp (Alpes Iuliae) vse do obrambnih naprav v Ziljski dolini pri Meglarjah (Meclaria) in ob zgornji Dravi (Duel pri Paternionu). Limes je bil verjetno zgrajen kot posledica barbarskih vpadov, potem ko se je Rimsko cesarstvo med letoma 267 in 275 odreklo provinci Dakiji (današnja Romunija). Limes je verjetno propadel, ko so se Vzhodni Goti na čelu s kraljem Teodorikom odzvali pozivu vzhodnorimskega cesarja Zenona in leta 490 v bitki ob Soči premagali vojsko kralja Odoakra. Odoaker, poveljnik enega od germanskih plemen, je pred tem leta 476 strmoglavil zadnjega zahodnorimskega cesarja Romula Avgusta.
Do danes so se ohranili materialni zgodovinski viri v Ajdovščini (trdnjava Castra), na Hrušici, pri Vrhniki pa so restavrirali obod obrambnega stolpa, ki leži v bližini današnjega Štampetovega mosta, in stolp Turnovše.